# Acide isophtalique
L'acide isophtalique ou l'acide benzène-1,3-dicarboxylique, est un acide dicarboxylique aromatique de formule C6H4(COOH)2.
Avec l'acide téréphtalique et l'acide phtalique, c'est l'un des trois isomère de l'acide benzènedicarboxylique.